# エルドフリームニル
エルドフリームニル (Eldhrímnir) は、北欧神話に出てくる大きな鍋のことである。名前の意味は「火で煤けたもの」である。この鍋を使って、料理しても夕方には元に戻るイノシシのセーフリームニルの肉を料理する。
『スノッリのエッダ』第一部『ギュルヴィたぶらかし』には、次のような事が書いてある。
- セーフリームニルの肉はどんなにたくさんの人（エインヘリャル）がヴァルハラにいても食い尽くされることはない。毎日料理をしても、夕方にはまた元に戻る。
- セーフリームニルの肉を煮るのはエルドフリームニルという鍋である。
- このことは『古エッダ』の『グリームニルの歌』第18聯にも書いてある。